# Crock
Crock è una serie a fumetti umoristica a strisce giornaliere creata nel 1975 da Brant Parker e Bill Rechin. La serie venne distribuita da King Features Syndicate e pubblicata su 200 testate in 19 paesi del mondo fino al 2012.

## Storia editoriale
La serie venne ideata nel 1975 da Bill Rechin e da Brant Parker che partecipò solo per un breve periodo iniziale per poi abbandonarla per dedicarsi alla realizzazione del mago Wiz, altra striscia a fumetti molto famosa, e il suo posto fu preso da Don Wilder nel 1976. Bill Rechin è morto nel 2011 e la striscia fu continuata dal figlio Kevin insieme a Bob Morgan. La serie si è conclusa il 20 maggio 2012.

## Trama
Vermin P. Crock è il comandante di un fortino della legione straniera posto in un isolato avamposto nel deserto; egli è irascibile e crudele, di bassa statura e con un frustino da cavallo sempre fra le mani, odiato da tutti i suoi uomini che devono sopportarne soprusi e angherie. Vittima preferita è Figowitz il quale è solito piangersi addosso standosene seduto con le gambe distese sulle quali Crock ama saltare con gli stivali. Crock si commuove solo se riceve regali da sua madre come un guanto di ferro nuovo di zecca o altre oggetti simili. Ha un cane, Grufo, simile a lui.
Fuori dalle mura del fortino, predoni arabi mirano a conquistare la roccaforte. Fuori nel deserto si aggira poi una pattuglia perduta di quattro uomini che vaga alla ricerca del fortino. L'ambientazione è scarna ed essenziale: una palma sullo sfondo e pochi tratti per definire i confini del deserto. All'interno del fortino i legionari e uno di loro in particolare, Figowitz, devono subire le angherie del loro sadico comandante. Al comandante Crock si affiancano due ufficiali, il pavido capitano Poulet ed il vanitoso capitano Preppie. Tra gli altri comprimari spiccano il sudicio Maggot insieme a sua moglie Grossie, grassa e sgradevole; Daryl e l'inseparabile cannone e i membri della leggendaria pattuglia perduta.